# Parafia św. Stanisława w Cerekwi
Parafia św. Stanisława Biskupa i Męczennika w Cerekwi – jedna z 12 parafii rzymskokatolickiej dekanatu Radom-Zachód diecezji radomskiej.

## Historia

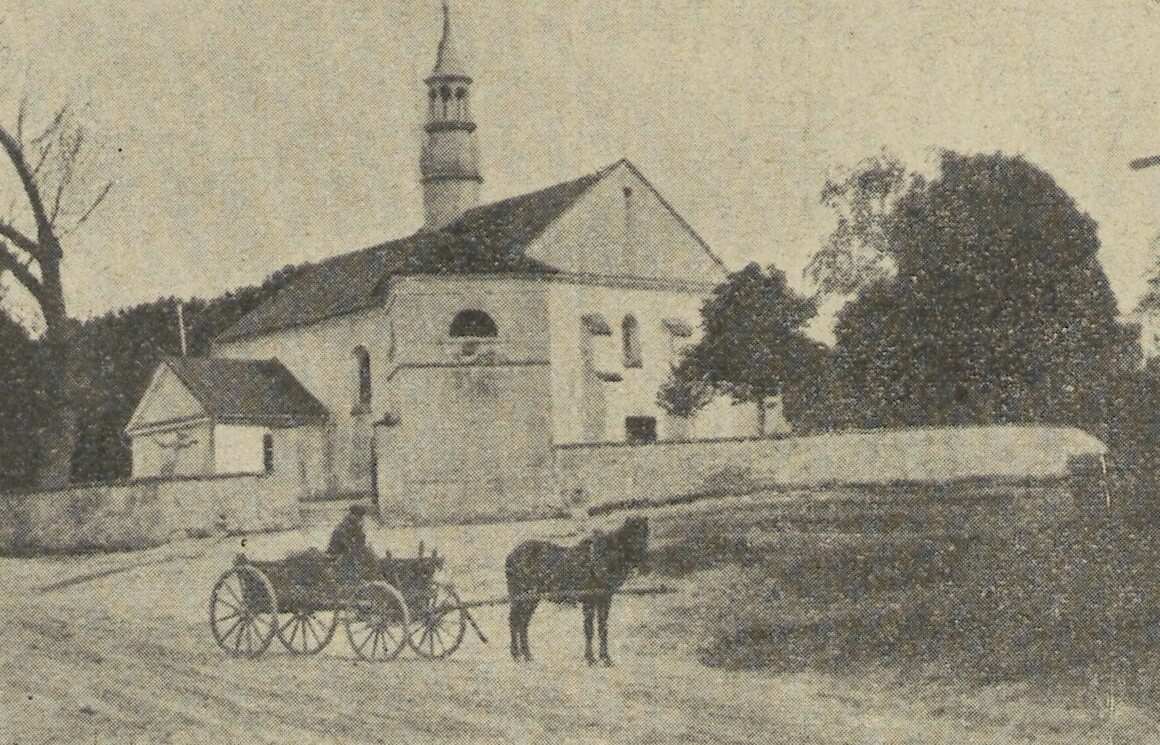
Stary kościół przed 1911

Parafia erygowana w 1326. Pierwotny kościół drewniany istniał na pewno do 1470. Kolejny kościół murowany ufundowano około 1529 przez wojskiego radomskiego Mikołaja Dzika herbu Doliwa. Konsekracji kościoła pw. św. Stanisława bp. dokonał biskup chełmski Maciej Łubieński w 1621. Kościół był niszczony i ograbiany w XVII w., a potem na początku wieku XVIII w. przez wojska szwedzkie, saskie, moskiewskie, kozackie i polskie. W 1928 świątynię rozebrano. Niemniej jeszcze w początkach XX w. kościół był już za mały. Obecny kościół zbudowany został w latach 1929–1936 według projektu arch. Stefana Szyllera z Warszawy staraniem ks. Adama Popkiewicza. Podczas II wojny światowej, 17 stycznia 1945, ostrzał artyleryjski zniszczył wieżę i nawę boczną z witrażami. Po wojnie kościół został odnowiony i w 1962 konsekrował go bp. Piotr Gołębiowski. Kościół jest murowany, trójnawowy, dach dwuspadowy.

## Proboszczowie
- 1731–1735 – ks. Wiktor Bielski
- 1735–1746 – ks. Szymon Tadeusz Rudzki.
- 1746–1783 – ks. kan. Andrzej Józef Ziółkowski
- 1784–1802 – ks. Tomasz Pędkowski
- 1802–1811 – ks. Józef Hipolit Nowowiejski
- 1811–1818 – ks. Bonawentura Mierzwiński SP
- 1818–1854 – ks. kan. Stanisław Kostka Korff
- 1854–1898 – ks. kan. Józef Gajewicz
- 1898–1917 – ks. Józef Piątowski
- 1917–1953 – ks. Adam Popkiewicz
- 1953–1958 – ks. Jan Dumania
- 1958–1986 – ks. Józef Kuraś
- 1986–1990 – ks. kan. Edmund Marcinkiewicz
- 1990–1991 – ks. Adam Zając
- 1991–2007 – ks. kan. Henryk Paciura
- 2007–2010 – ks. Sylwester Laskowski
- od 2010 – ks. Andrzej Piotrowski

## Terytorium
- Do parafii należą: Radom - ul. Kierzkowska (część), Marglowa, Połaniecka, Wapienna, Wolanowska (część), Zachodnia, Cerekiew, Golędzin, Kierzków, Milejowice (od ul. Miłej do Zakrzewa), Mleczków, Nieczatów, Ślepowron, Zatopolice, Zdziechów[1].